# 斯特魯加河 (斯特里維戈爾河支流)
斯特魯加河（烏克蘭語：Струга），是烏克蘭的河流，位於該國西部利沃夫州，屬於斯特里維戈爾河的左支流，發源自維科季西北面，流經桑博爾區，河道全長17公里，流域面積39.6平方公里。